# Stade Hidalgo
L'Estadio Hidalgo est une enceinte sportive située à Pachuca au Mexique. Il est utilisé principalement pour le football. Depuis 1993, c'est le domicile du CF Pachuca de la Primera División.

## Histoire
L'Estadio Hidalgo ouvre ses portes en 1993. L'inauguration officielle a lieu le 13 février 1993, lors d'un match du CF Pachuca contre les Pumas UNAM (défaite 0 but à 1). Le premier but est inscrit par Jorge Santillana.

## Événements
- Match amical :  Mexique 7-0  Saint-Vincent-et-les-Grenadines, le 4 octobre 2004.
- Sept finales de la Primera División.
- Une finale de la Copa Sudamericana: CF Pachuca contre le Colo-Colo (1-1), le 30 novembre 2006.
- Trois finales de la Ligue des Champions de la CONCACAF.
- Coupe du monde de football des moins de 17 ans 2011.

## Galerie

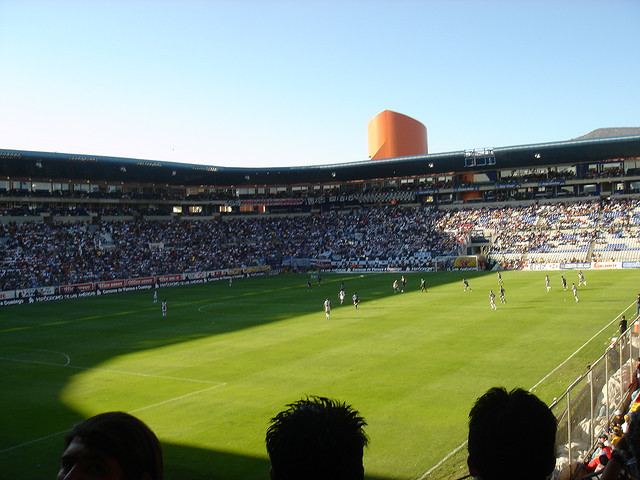
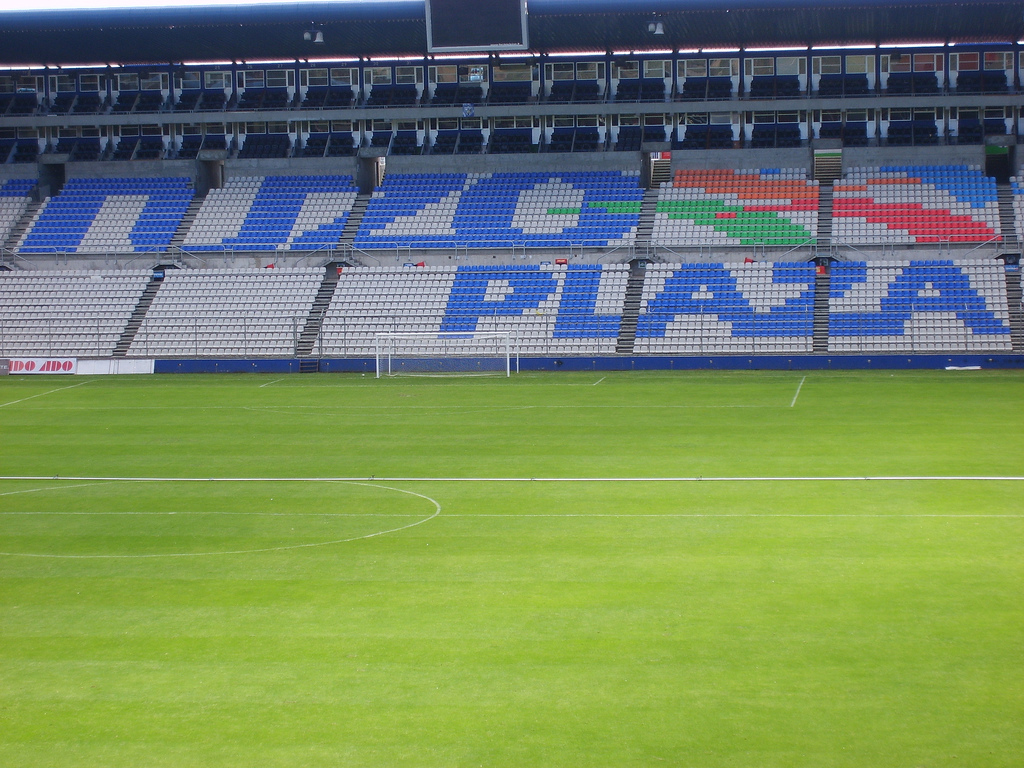
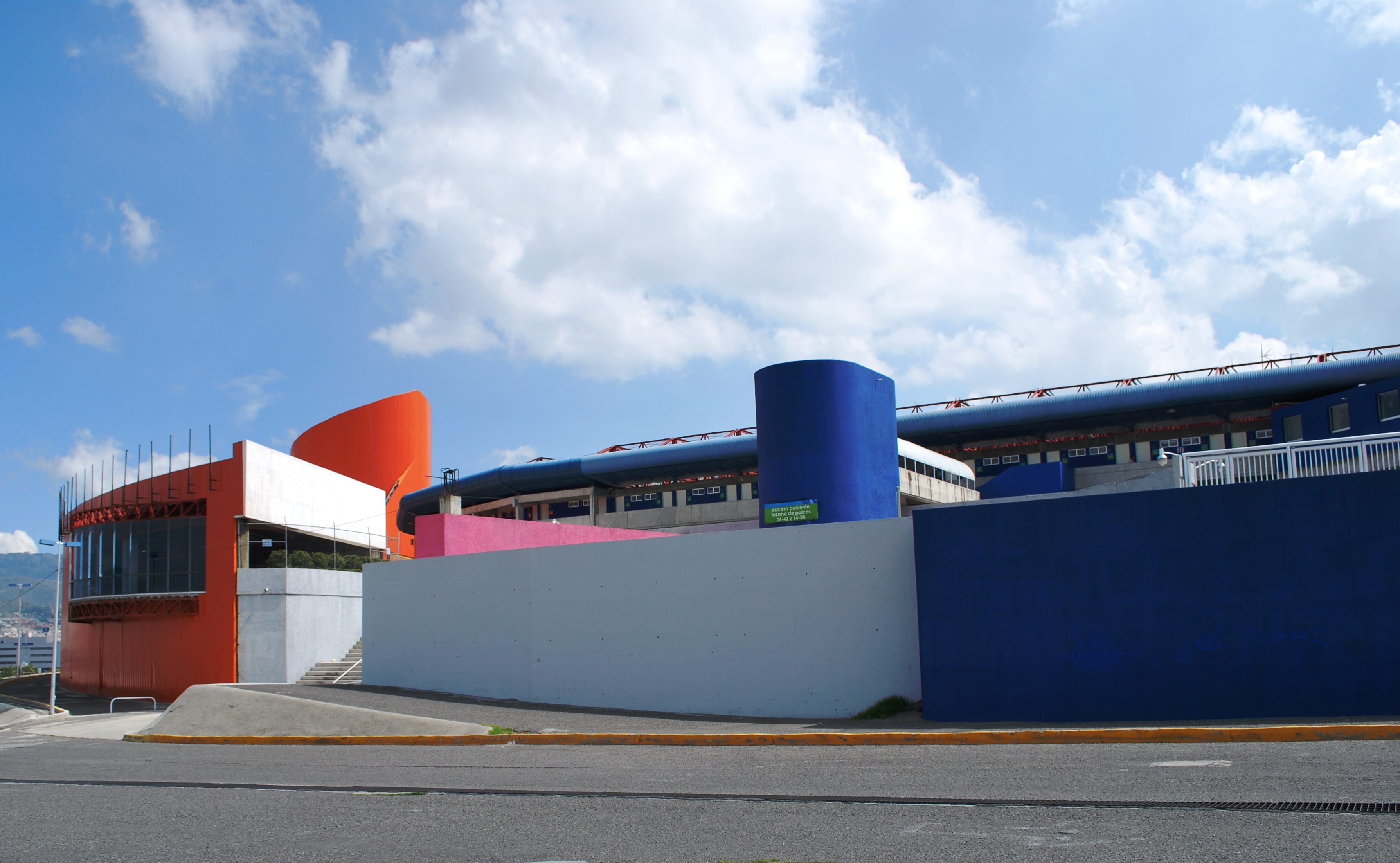